# Queller
Queller è il diciottesimo album in studio del gruppo musicale canadese Nadja, pubblicato nel 2013.

## Tracce
1. Dark Circles – 9:35
2. Mouths – 10:43
3. Lidérc – 10:11
4. Quell – 9:59

## Formazione

### Gruppo
- Aidan Baker – voce, batteria, chitarra, flauto
- Leah Buckareff – voce, basso